# Ерік Ліндаль
Ерік Ліндаль (швед. Erik Lindahl) — шведський економіст, представник стокгольмської школи. Ліндалю належать роботи «Мета і засоби кредитно-грошової політики» (1929), «Дослідження з теорії грошей і капіталу» (1939). 
Дослідження Ліндаля в області динамічного аналізу ґрунтувалися на ідеї про необхідність включення в аналіз фактора часу . Він увів поняття «тимчасової» і «міжчасової» рівноваги і запропонував підхід до аналізу нерівноважних ситуацій за допомогою методу послідовностей. У центр уваги Ліндаль поставив проблему реалізації очікувань, тобто збігу планованих і дійсних величин. Детальне дослідження взаємозв'язку між процентними ставками (як дійсними так і очікуваними) і поводженням підприємців, з одного боку, і взаємозв'язок процентних ставок з нормою заощаджень, структурою і величиною доходу, з іншої, було внеском Ліндаля в розробку нерівноважної динамічної моделі економіки.